# Eric Harris i Dylan Klebold
Eric David Harris (9. travnja, 1981. - 20. travnja, 1999.) i Dylan Bennet Klebold (11. rujna, 1981. - 20. travnja, 1999.) su dva srednjoškolca koji su masakrirali srednju školu Columbine, školu koju su obojica pohađali. U manje od sat vremena, Harris i Klebold ubili su 12 učenika, jednog nastavnika te ozljedili 20 ljudi prije nego što su se ubili u knjižnici.

## Eric Harris
Harris je rođen u gradu Wichita, Kansas. Njegovi roditelji, Wayne Harris i Katherine Pool također imaju starijeg sina, Kevina. Mladi Harris je bio vrlo sramežljiv i tih, no odlikaš i uspješan u školi. Wayne je bio u Air Force vojsci, zbog tog su se on i njegova obitelj često selili. Prije nego što su se napokon preselili u Littleton, Colorado, obitelj Harris je živjela u New York-u neko vrijeme gdje je Harris stekao prijatelje i bio je tužan što su odlazili. U 7. razredu u osnovnoj školi Ken Caryl, Harris je upoznao dječaka po imenu Dylan Klebold.
Nakon 8. razreda, Harris je postao opsjednut s videoigrama, kompjuterima, oružjima te posebito jednoj videoigri "Doom". U 1995., Harris se upisao u srednju školu Columbine. Od prvog razreda, Harris je postao žrtva nasilja i izrugivanja, pogotovo sa strane sportaša i atletičara, uglavnom popularne djece. Tipovi nasilja koje je Harris podnosio su bili; kad bi pobijedio igru na tjelesnom, ostali sportaši bi ga držali a ostali bi ga gađali loptom jako u lice, rugali su mu se jer je bio nizak (174cm s 18 godina), zbog tog što nije iz Colorada i zbog deformacije na prsima, imenom Pectus Excavatum.
Sportaši u Columbine-u so ponajviše nosili bijelu kapu, te u masakru 20. travnja 1999. Harriseva meta su bili sportaši. No, Harris im se osvećivao na sljedeći način. U 1 ujutro, Harris i njegovi prijatelji bi se iskrali iz kuće te vandalizirali kuće od učenike koje Harris ne voli. Također, Harris je imao problema s agresijom, te bi se često izderao na učenike koji bi se zabili u njega kad šetaju. 

## Dylan Klebold
Klebold je rođen u gradu Lakewood, Colorado. Također, roditelji Thomas "Tom" i Sue Klebold su imali starijeg sina imenom Byron. Klebold je bio jako sramežljiva osoba, tih i totalno povičen no jako inteligentan i u osnovnoj školi je bio prebačen u program za darovite. Kleboldovi su cijeli život živjeli u državi Colorado, u samostalnoj kući blizu Rocky stijena. Klebold je bio izvrstan u školi te je u njemu viđen veliki potencijal.
U 7. razredu osnovne škole Ken Caryl, Klebold je upoznao dječaka imenom Eric Harris. Klebold je provodio mnogo vremena s Harrisom, te su u srednjoj školi bili "nerazdvojni." Kao i Harris, Klebold je postao žrtva nasilja te izrugivanja u srednjoj školi Columbine. Sportaši bi uglavnom zvali Klebolda "peder" te bacali staklene boce na njega i Harrisa. Jedan incident se dogodio u blagavaoni, gdje su učenici okružili Harrisa i Klebolda, te ih proljevali kečapom. Ostali nastavnici su svjedočili no nisu ništa napravili.
Kleboldove su ocjene u srednjoj pale, počeo je spavati na satovima, ne mariti za ocjene te psovati pod satovima. Oko 1. razreda, Klebold je također postao opsjednut igrom "Doom." Jedna cura, također pohađala Columbine je opisala Klebolda kao tihi dječak koji se čudno oblačio i slušao industrijalnu Njemačku glazbu.

## Harris i Klebold - incidenti
Harris i Klebold su bili nerazdvojni, svugdje su provodili dosta vremena skupa. Također, navečer, 30. siječnja, 1998. godine, Harris i Klebold su zajedno provalili u kombi i ukrali elektroničke stvari. Obojica su bili uhićeni, te su iskazali veliko kajanje i emocije za to što su učinili. Sudac ih je pustio na probaciju, no Harris je pohađao dosta satova za svoj problem s bijesom. Također, Harris je napisao rukovno pismo vlasniku kombija gdje se ispričao.
Dok je Klebold počeo pisati dnevnik 31. ožujka, 1997., Harris je svoj počeo 10. travnja, 1998. godine. Klebold je u svoj dnevnik pisao o ljubavi, poetici i pjesma, no istovremeno o suicidalnim mislima, mržnjom te željom za umrijeti. Harris je u svoj dnevnik pisao o ljutnji, mržnji, Nacistima, te homicidalnim (ubojitim) mislima. Harris je bio fasciniran Adolfom Hitlerom, te je uhvaćen više puta skicijarući svastiku. Dok su kuglali, nakon što bi urušio sve čunjeve, Harris bi digao desnu ruku i viknuo: "Slava Hitleru!" (Hail Hitler)

### Planiranje masakra
Ne zna se kad su se ova dvojica dogovorili za planiranje pucnjave u srednjoj školi koju oni pohađaju, no oko svibnja 1998., Harris i Klebold su vješto počeli planirati masakrirati svoju školu. Puške su kupili ilegalno, preko Kleboldove prijateljice; Robyn Anderson. Kupili su tri puške, Hi-Point 995 karabin, Savage 67h pumparicu (sačmaricu), te dvije puške je preuzeo Harris, dok je Klebold uzeo Stevenson 311D dvocijevku (sačmaricu), 18. studenog, 1998. Klebold je kasnije kupio TEC-9 karabin, obojica su imali 17 godina kad su kupili puške.
Negdje u prosincu, Harris i Klebold su po prvi put ispucali svoje puške u šumovitom području. U veljači 1999., Harris i Klebold su uzeli preko 10 kutija vatrometa kao nagradu jer su pomogli spustiti štand za novu godinu. Uzeli su barut iz tih vatrometa, te su to koristili da naprave dvije velike bombe i preko 100 malih bombi na fitilj. Sve su napravili u podrumu kuće Harris. 
Planirali su napasti školu 19. travnja 1999., na ponedjeljak, no kako je Harris trebao više metaka za svoj karabin, odgodili su za dan kasnije. Plan im je bio, da stave te dvije velike plinske bombe u sredini kafeterije, nakon što eksplodiraju, knjižnica će se urušiti na kafeteriju. A njih dvojica će biti kod svojih auta, te će pucati na ljude koji su preživjeli i bježe iž škole. Onda će ući u školu i nasumično ulaziti u učionice, te upucati i ubiti sve koji im stanu na put. Nakon tog, obojica će se upucati u isto vrijeme.

### Masakr
U 11:17 ujutro, Harris i Klebold su stajali pored svojih vozila, čekajući da bombe eksplodiraju. No nakon što su skužili da neće eksplodirati, počeli su šetati prema zapadnom ulazu škole, ispred na travi, sjedili su 17-godišnja Rachel Scott i 17-godišnji Richard Castaldo, jeli ručak. Harris je otvorio vatru na njih, upucao Rachel četiri puta, te ju ubio instantno. Dok je Castaldo upucan osam puta i doživotno paraliziran. Klebold je upucao trojicu učenika, ubio jednog i ranio dvojicu. Harris je ranio još četvero ljudi prije no što su obojica ušli u školu.
U hodnicima, Klebold je upucao i ranio 16-godišnju Stephanie Munson, dok je Harris upucao 47-godišnjeg nastavnika, Davea Sandersa. Sanders je iskrvario do smrti u točno 3 popodne. U 11:29, Harris i Klebold su ušli u knjižnicu, gdje je Klebold ubio 16-godišnjeg učenika u kolicima, Kylea Velasqueza, tako što ga je upucao u glavu sačmaricom sa smješkom na licu. Harris i Klebold su počeli pucati na policiju kroz prozore,a policajci su stajali pored auta u strahu da bombe u školi ne eksplodiraju.
Klebold se okrenuo, ranio tri učenika koji su se sakrili ispod stolova. Harris je južno prokoračio, ranio 17-godišnju Kacey Ruegsegger i ubio 14-godišnjeg Stevea Curnowa, tako što ga je upucao u vrat sačmaricom. 17-godišnja Cassie Bernall se sakrila ispod stola, kad je Harris došao oko stola, kucnuo dvaput, kleknuo i rekao: "Peek-a-boo!", prije nego što je upucao Bernall u lice sačmaricom, ubio je instanto. Klebold je našao Afroamerikanca ispod stola, te viknuo Harrisu: "Reb! Našao sam niggera!" (Reb je nadimak za Harrisa, dok je VoDKa nadimak za Klebolda) Harris i Klebold su se izrugivali dječaku s racističkim šalama prije nego što ga je Harris upucao i ubio. Klebold se nasmijao prije nego što mu je ubio prijatelja.
Harris i Klebold su ubili još 6 učenika u knjižnici i ranili nekolicinu, prije nego što su u 11:36 izašli. Oko podne, Harris i Klebold su se vratili u knjižnicu nakon beznadnog lutanja po školi. Harris je sjeo, stavio bačvu sačmarice tako da mu je naciljana na gornji dio usta, Harris je povukao okidač i instanto umro. Klebold se bacio na koljena, stavio svoj TEC-9 na sljepoočnicu, povukao okidač te također umro instanto. U 12:08 je masakr završio, smrću pucača imenom Eric Harris i Dylan Klebold.